# جون بيكهام
 جون بيكهام  (حوالي عام 1230 - 8 ديسمبر 1292) كبير أساقفة كانتربري بين عامي 1279 - 1292. ولد في ساسكس وتلقى تعليمه في دير لويس، وأصبح أحد الرهبان الفرنسيسكان (اتباع منهج فرنسيس الأسيزي) عام 1250، ثم درس اللاهوت في باريس على يدي بونافنتور. دخل في صراع آراء مع توما الإكويني، وتناظرا مرتين. لكونه رجل دين محافظ، عارض آراء الإكويني حول طبيعة الروح. كما درس بيكهام علم الفلك والبصريات، متأثرًا في دراسته تلك بروجر باكون.
في حوالي عام 1270، عاد بيكهام إلى إنجلترا، حيث اشتغل بالتدريس في جامعة أكسفورد، وانتخب وزيرًا للمقاطعات الفرنسيسكانية في إنجلترا عام 1275. وبعد الفترة القصيرة التي قضاها في روما، تم تعيينه كبيرًا لأساقفة كانتربري في عام 1279. اتسمت فترة توليه منصب كبير الأساقفة بالجهود لتحسين انضباط رجال الدين، وكذلك إعادة تنظيم بعض القوانين الكنسية. كما حارب احتفاظ رجال الدين بأكثر من إكليرية. خدم بيكهام الملك إدوارد الأول ملك إنجلترا في ويلز، حيث أثرت آرائه في الشعب الويلز وكان له أثره على القوانين الموضوعة هناك في تلك الفترة. قبل وأثناء فترة توليه منصب رئيس الأساقفة، كتب بيكهام عددًا من الأعمال في علم البصريات والفلسفة واللاهوت وكذلك كتابة بعض التراتيل. لا زالت العديد من المخطوطات التي تحوي أعماله موجودة. عند وفاته، دفن في كاتدرائية كانتربري، ولكن سمح للفرنسيسكان بأخذ قلبه لدفنه.